# Husbyborg, Uppsala
Husbyborg är ett område i västra Uppsala som gränsar till Librobäck. Det ingår i stadsdelen Librobäck-Husbyborg.  
Husbyborg avgränsas av Bärbyleden och Börjegatan och ligger vid järnvägen mellan Uppsala och Sala omkring 3 km från Uppsala centralstation. Det är ett lantligt område som även har kolonilotter. Vid Husbyborg finns också en stor transformatorstation samt ett värmeverk.
Sin lantliga karaktär har stadsdelen fått behålla, på grund av den s.k. bullervallen från flygflottiljen F 16 Uppsala. Inom området får inga nya bostadshus byggas.[källa behövs]
I Husbyborg fanns förut även en av Statens järnvägars omformarstation för att omvandla ström med 50 Hz till ström som passar de elektriska loken bättre, men anläggningen är numera nedlagd.
Vidare fanns här förut Institutionen för högspänningsforskning, som numera flyttat till Ångströmlaboratoriet. Anledningen till lokaliseringen av dessa två anläggningar var närheten till transformatorstationen.